# Ел Палмар (Колипа)
Ел Палмар (шп. El Palmar) насеље је у Мексику у савезној држави Веракруз у општини Колипа. Насеље се налази на надморској висини од 225 м.

## Становништво
Према подацима из 2010. године у насељу су живела 4 становника.

### Хронологија
| Година       | 2000        | 2005 | 2010 |
| ------------ | ----------- | ---- | ---- |
| Становништво | 13 (10 / 3) | 14   | 4    |

### Попис
| # | Индикатор                     | Вредност |
| - | ----------------------------- | -------- |
| 1 | Укупно домаћинстава           | 1        |
| 2 | Укупно насељених домаћинстава | 1        |
| 3 | Величина локације             | 1        |